# Пиво фест (Прилеп)
Пиво фест је фестивал пива и роштиља, који се одржава сваког јула у Прилепу, Северна Македонија. Први фестивал је одржан 2002. године.

## Извођачи
На фестивалу сваке године наступају извођачи са простора бивше Југославије, као што су
Лепа Брена, Светлана Ражнатовић, Северина Вучковић, Здравко Чолић, Горан Бреговић, Жељко Јоксимовић, Жељко Самарџић, Тони Цетински, Владо Георгиев, Јелена Розга, Харис Џиновић, Халид Бешлић, Емина Јаховић, Љубиша Стојановић Луис, Мирослав Илић, Тијана Дапчевић, Влатко Стефановски, Маја Оџаклијевска и др.